# توم وجيري: ويلي ونكا ومصنع الشوكولاتة
توم وجيري: ويلي ونكا ومصنع الشوكولاتة (بالإنجليزية: Tom and Jerry: Willy Wonka and the Chocolate Factory)‏ هو فيلم رسوم متحركة كوميدي موسيقي أمريكي صدر عام 2017 من بطولة الثنائي القط والفأر توم وجيري. تم إنتاجه بواسطة وارنر براذرز أنيميشن   وتيرنر إنترتينمنت كو، وهو أول فيلم توم وجيري مباشر على الفيديو يتم توزيعه بواسطة وارنر براذرز هوم إنترتينمنت دوليًا وهو أيضًا آخر فيلم توم وجيري مباشر على الفيديو يشارك فيه مؤسس وارنر براذرز أنيميشن هال جير، الذي توفي في 26 يناير 2017. الفيلم عبارة عن نسخة متحركة مقتبسة من فيلم ويلي ونكا ومصنع الشوكولاتة لعام 1971 وفيلم تشارلي ومصنع الشوكولاتة لعام 2005 وفيلم ونكا لعام 2023 مع إضافة توم وجيري كشخصيتين ويتم رؤيتهما من وجهة نظرهما.
تم إصدار الفيلم عبر الوسائط الرقمية في 27 يونيو 2017، وتم إصداره على الوسائط المنزلية في 11 يوليو 2017. تعرض الفيلم لانتقادات شديدة من النقاد، الذين تساءلوا عن سبب إنتاجه، ووجدوا أن إدراج توم وجيري في القصة كان قسريًا وغير ضروري.  

## القصة
يطارد توم وجيري بعضهما البعض أثناء البحث عن الطعام حتى يختفي جيري مع مجموعة من الأطفال الذين يذهبون إلى متجر بيل للحلوى. صاحب المتجر يعطي الأطفال الحلوى بينما يواصل توم وجيري تصرفاتهم الغريبة في المتجر. تشارلي باكيت، بائع الصحف الفقير، يمنع توم من أكل جيري ويصبح صديقًا لهما من خلال تقديم رغيف خبز لهما. بينما يهرع تشارلي إلى منزله حيث والدته الأرملة وأجداده طريحي الفراش، يسرق توم وجيري صندوقًا من ألواح ونكا من المتجر. يشرح الجد جو لتشارلي أن ويلي ونكا أغلق مصنع الشوكولاتة الشهير الخاص به لأن صانعي الحلوى الآخرين، بما في ذلك منافسه آرثر سلجوورث، أرسلوا جواسيس لسرقة وصفاته. اختفى ونكا لمدة ثلاث سنوات قبل أن يستأنف بيع الحلوى، ولا يُعرف أصل القوى العاملة لدى ونكا. يصل توم وجيري إلى منزل تشارلي ومعهما حلوى ونكا، لكن تشارلي يقنع الاثنين بأن السرقة أمر خاطئ ويجب عليهما إعادة الصندوق.
في اليوم التالي، أعلن ونكا أنه أخفى خمس تذاكر ذهبية في خمسة بارات ونكا. سيحصل الفائزون بالتذكرة على جولة في المصنع وإمدادات مدى الحياة من الشوكولاتة. تم العثور على أربع تذاكر من قبل أوغسطس جلوب الشره، وفيروكا سالت المدللة، وفيوليت بيوريجارد مدمنة العلكة، ومايك تيفي المهووس بالتلفزيون. عندما يتم الإعلان عن كل فائز على شاشة التلفزيون، يهمس لهم رجل. يفتح تشارلي أحد بارات ونكا، لكنه لا يجد أي تذكرة ذهبية ويفقد الأمل. وتعلن الصحف أن التذكرة الخامسة عثر عليها مليونير في باراجواي يدعى ألبرتو مينوليتا.
حصل توم وجيري على عملة معدنية بقيمة دولار واحد من خلال إعادة تدوير زجاجات الحليب، ولكنهم فقدوها في المزاريب بعد قتال عليها. يجد تشارلي العملة المعدنية ويستخدمها لشراء بار ونكا للجد جو. تكشف أخبار التلفزيون أن مينوليتا تم القبض عليه بتهمة تزوير تذكرته. يفتح تشارلي بار ونكا ويجد التذكرة الذهبية الخامسة. بينما كان يهرع إلى المنزل، واجهه نفس الرجل الذي شوهد يهمس للفائزين الآخرين، والذي قدم نفسه باسم سلجوورث وعرض دفع ثمن عينة من أحدث إبداعات ونكا، جوبستوبر الأبدية. يعود تشارلي إلى منزله بالتذكرة الذهبية ويختار الجد جو كمرافق له. في اليوم التالي، يستقبل ونكا الفائزين عند بوابة المصنع؛ ويهرع توم وجيري إلى المصنع بالتذكرة الذهبية التي نسيها الجد جو. في جولة ونكا، يستسلم الأطفال الآخرون باستثناء تشارلي لإغراءاتهم ويتم إقصاؤهم واحدًا تلو الآخر، بينما يتفاعل توم وجيري مع المصنع بينما تستمر تصرفاتهم بشكل منفصل.
بمجرد أن يبقى تشارلي والجد جو فقط، يطردهم ونكا دون الشوكولاتة الموعودة. يحذر تافي، وهو متدرب صغير من أومبا لومبا، تشارلي من أن سلجوورث وسبايك قد سرقوا جوبستوبر وأنهما في طريقهما للخروج من المصنع. بعد قتال في غرفة ونكافيجون، أوقف تشارلي سلجوورث. بعد ذلك، تشارلي والجد جو يواجهان ونكا في نهاية الجولة. يوضح ونكا ببرود أنهم انتهكوا العقد بسرقة مشروبات الرفع الغازية والسماح لتوم وجيري بالدخول إلى المصنع وبالتالي لم يتلقوا أي شيء. يغضب الجد جو من هذا ويحاول الاحتجاج لكن ونكا يطالبهم بغضب بالمغادرة جميعًا مرة واحدة. ثم يقترح الجد جو بغضب على تشارلي أن يعطي سلجوورث حلوى جوبستوبر، لكن تشارلي يعيد الحلوى إلى ونكا. وبسبب هذا، أعلن ونكا أن تشارلي هو الفائز. يكشف أن سلجوورث هو في الحقيقة السيد ويلكنسون، وهو موظف لديه، وأن العرض لشراء جوبستوبر كان بمثابة اختبار أخلاقي لم ينجح فيه سوى تشارلي.
يدخل الثلاثي وتوفي، الذي أصبح الآن أومبا لومبا رسميًا، إلى "ونكافيتور"، وهو مصعد زجاجي متعدد الاتجاهات يطير خارج المصنع. يستخدم توم وجيري مشروبات رفع الأثقال الغازية لملاحقة وونكافاتور. بينما يحلق فوق المدينة، يكشف ونكا أن جائزته الحقيقية هي المصنع نفسه؛ أنشأ ونكا مسابقة للعثور على وريث جدير، ويمكن لتشارلي وعائلته الانتقال إلى المصنع على الفور، بما في ذلك توم وجيري. مينوليتا، الآن خارج الحجز، تتبعهم أيضًا.

## طاقم صوتي
- سبايك براندت بدور توم وجيري (كلاهما غير مذكور) وسبايك
- جيه بي كارلياك في دور ويلي ونكا
- جيس هارنيل في دور الجد جو، بيل مالك متجر الحلوى وسام بوريجارد
- لينكولن ميلشر في دور تشارلي بوكيت
- ميك وينجرت في دور آرثر سلجوورث / السيد ويلكنسون
- لوري آلان في دور السيدة تيفي
- جيف بيرجمان في دور ألبرتو مينوليتا، مراسل أمريكي
- راشيل بوتيرا في دور أوغسطس جلوب، وينكلمان
- كيت هيغينز في دور السيدة بوكيت
- دالاس لوفاتو في دور فيوليت بوريجارد
- إميلي أوبراين في دور فيروكا سولت
- شون شيمل في دور هنري سولت، السيد التركنتيني
- كاث سوسي بدور تافي المتدربة في أومبا لومبا
- جيم وارد في دور المذيع والمراسل الألماني
- أودري واسيلفسكي في دور السيدة غلوب
- لورين ويسمان في دور مايك تيفي

## روابط خارجية
- توم وجيري: ويلي ونكا ومصنع الشوكولاتة على موقع IMDb (الإنجليزية)
- توم وجيري: ويلي ونكا ومصنع الشوكولاتة على موقع روتن توميتوز (الإنجليزية)
- توم وجيري: ويلي ونكا ومصنع الشوكولاتة على موقع ألو سيني (الفرنسية)
- توم وجيري: ويلي ونكا ومصنع الشوكولاتة على موقع أول موفي (الإنجليزية)
- توم وجيري: ويلي ونكا ومصنع الشوكولاتة على موقع فيلمافينيتي (الإسبانية)
- توم وجيري: ويلي ونكا ومصنع الشوكولاتة على موقع قاعدة بيانات الفيلم (الإنجليزية)
- توم وجيري: ويلي ونكا ومصنع الشوكولاتة على موقع ليتربوكسد (الإنجليزية)
- توم وجيري: ويلي ونكا ومصنع الشوكولاتة على موقع كينوبويسك (الروسية)